# Fábrica Militar de Armas Portátiles Domingo Matheu
La Fábrica Militar de Armas Portátiles «Domingo Matheu» (FM AP «DM») fue una unidad productiva perteneciente a la extinta Dirección General de Fabricaciones Militares y dedicada, como su nombre lo indicaba, a la manufactura de armas de infantería. Formaba parte del Grupo Metal-Metalmecánico-Electrónico de la DGFM, integrado también por otras cuatro plantas (Fray Luis Beltrán, General San Martín, Río Tercero y San Francisco).
Se ubicaba en la Avenida Ovidio Lagos (al 5250), ciudad de Rosario, provincia de Santa Fe.

## Historia
El 7 de octubre de 1942, se publicó el Decreto N.º 131 509, rubricado por el presidente Ramón S. Castillo y el ministro de Guerra Juan N. Tonazzi. El mismo rezaba: «El día 3 de octubre de 1942, se colocará la piedra fundamental y se iniciarán las obras de construcción de la Fábrica Militar de Armas Portátiles.» (Decreto N.º 131 509, Artículo 1.º); por medio de la misma norma, decretó: «La Fábrica Militar de Armas Portátiles se denominará “Fábrica Militar de Armas Portátiles, Domingo Matheu”» (Decreto N.º 131 509, Artículo 2.º). Esto último fue dispuesto así tomando en consideración «Que el Miembro de la Primera Junta de Gobierno D. Domingo Matheu, fué el Primer Director General de la Fábrica de fusiles de Buenos Aires…» (Decreto N.º 131 509).

### Etapa como centro clandestino de detención
Durante la última dictadura cívico-militar, funcionó en el interior de la Fábrica Militar, un centro clandestino de detención (en concreto, un Lugar de Reunión de Detenidos). Por entonces, la ciudad de Rosario estaba comprendida en el Área 211, encabezada por los Batallones de Arsenales 121 y de Comunicaciones de Comando 121, ambos formaciones del Comando del II Cuerpo de Ejército. La FM AP, por su lado, dependía de la Dirección General de Fabricaciones Militares, que a su vez dependía del Comando en Jefe del Ejército.
Éste CCD integraba un circuito conformado por otros CCD en la zona de Rosario.

### Inactivación
Para abril de 1998, la FMAP-DM estaba desactivada y la producción de armas de infantería había sido transferida a la Fábrica Militar «Fray Luis Beltrán». En estas circunstancias, y por la Resolución N.º 538/98, el Ministerio de Economía, Obras y Servicios Públicos resolvió: «Declárase innecesario para los fines o gestión de la DIRECCION GENERAL DE FABRICACIONES MILITARES (…), el inmueble denominado ex-FABRICA MILITAR DE ARMAS PORTATILES DOMINGO MATHEU, ubicado en Av. Ovidio Lagos 5250 de la ciudad de Rosario - Provincia de Santa Fe» (Resolución N.º 538/98, Artículo 1.º). Asimismo, y por medio de la misma norma, resolvió también: «Dispónese el traslado del inmueble a que se refiere el Artículo 1º de la presente Resolución, para su venta, a la DIRECCION NACIONAL DE BIENES DEL ESTADO dependiente de la SECRETARIA DE OBRAS PUBLICAS del MINISTERIO DE ECONOMIA Y OBRAS Y SERVICIOS PUBLICOS» (Resolución N.º 538/98, Artículo 2.º).